# マイケル・テイバー

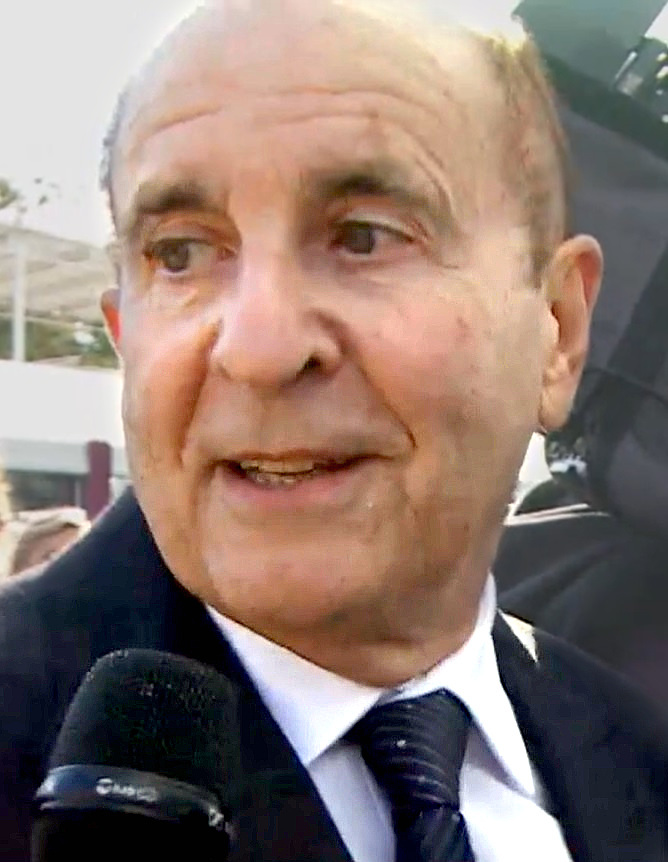
マイケル・テイバー (2016)

マイケル・テイバー（Michael Tabor、1941年10月28日 - ）は、馬主。イギリス・ロンドン出身で、モナコ在住。

## 来歴
美容師として職歴をスタートするも2年で退職し、父の親友が経営するブックメーカーの事務員となった。20代の頃、ブックメーカーのアーサープリンスのオーナーとなり、113店舗までに成長させる。その傍ら、クールモアグループのマグナー夫妻と共同で馬主業にも参画した。
2003年、ブックメーカー店舗を完全に手放し、5000万ドル（約60億円）を得たとされる。
本業を離れた所では、サッカーのプレミアリーグ、ウェストハム・ユナイテッドFCのファンとしても知られている。

## 主な所有馬

### スーザン・マグナーとの共有所有馬
主な出典はRacing Postやetc

※Cはカップ、Sはステークス、Tはトロフィーの略。
- アントレプレナー / Entrepreneur（1997年英2000ギニー）
- ウェルチョーズン / Well Chosen（1998年アッシュランドS）
- キングオブキングス / King of Kings（1998年愛ナショナルS
- アマングメン / Among Men（1998年サセックスS）
- サンスパングルド / Sunspangled（1998年フィリーズマイル）
- ストラヴィンスキー / Stravinsky（1999年ジュライC、ナンソープS）
- ジャイアンツコーズウェイ /Giant's Causeway（1999年サラマンドル賞、2000年セントジェームズパレスS、エクリプスS、サセックスS、英国際S、愛チャンピオンS）
- ミナルディ / Minardi（フェニックスS）
- ガリレオ / Galileo（2001年英ダービー、愛ダービー、KGVI&QES）
- ブラックミナルーシュ / Black Minnaloushe（2001年愛2000ギニー、セントジェームズパレスS）
- モーツァルト / Mozart（2001年ジュライC、ナンソープS）
- ミラン / Milan（2001年英セントレジャーS）
- ヨハネスブルグ / Johannesburg（2001年ミドルパークS、BCジュヴェナイル
- ハイシャパラル /High Chaparral（2001年レーシングポストT、2002年英ダービー、愛ダービー、2003年愛チャンピオンS、2002年・2003年BCターフ連覇）
- ソフィスティキャット / Sophisticat（2002年コロネーションC）
- ホールドザットタイガー / Hold That Tiger（2002年仏グランクリテリウム）
- ランドシーア / Landseer（2002年仏2000ギニー、キーンランドターフマイルS）
- オラトリオ / Oratorio（2004年 ジャン・リュック・ラガルデール賞、2005年エクリプスS、愛チャンピオンS）
- フットステップスインザサンド / Footstepsinthesand（2005年英2000ギニー）
- ヴァージニアウォーターズ / Virginia Waters（2005年英1000ギニー）
- スコーピオン / Scorpion（2005年英セントレジャーS、2007年コロネーションC）
- ディラントーマス / Dylan Thomas（2006年愛ダービー、愛チャンピオンS、2007年ガネー賞、KGVI&QES、愛チャンピオンS、凱旋門賞）
- デュークオブマーマレード / Duke of Marmalade（2008年ガネー賞、タタソールズ金杯、プリンスオブウェールズS、KGVI&QES、英国際S）

### スーザン・マグナーとデリック・スミスと共有
- プールモア / Pour Moi（2011年ダービーステークス）
- キャメロット / Camelot（2012年2000ギニー、ダービーステークス）
- ルーラーオブザワールド / Ruler of the World（2013年ダービーステークス）

### スーザン・マグナーとデリック・スミスとウェスタバーグと共有
- オーギュストロダン/Augusta Rodin（2022年フューチュリティトロフィー、2023年ダービーステークス、アイリッシュダービー、アイリッシュチャンピオンステークス、ブリーダーズカップ・ターフ、2024年プリンスオブウェールズステークス）
- オペラシンガー/Opera Singer（2023年マルセルブサック賞）
- メディテイト/Meditate（2023年ブリーダーズカップ・ジュヴェナイルフィリーズターフ）

### 個人所有馬
- サンダーガルチ / Thunder Gulch（1995年 ケンタッキーダービー、ベルモントステークスなど）
- オナーアンドグローリー / Honour and Glory（1996年 ヴォスバーグステークス）
- モンジュー / Montjeu（1999年 アイリッシュダービー、凱旋門賞、2000年キングジョージ6世&クイーンエリザベスステークスなど）
- ミナルディ / Minardi（2000年 ミドルパークステークス）
- ヨハネスブルグ / Johannesburg（2001年フェニックスS、モルニ賞）
- ハリケーンラン / Hurricane Run（2005年 アイリッシュダービー、凱旋門賞、2006年キングジョージ6世&クイーンエリザベスステークスなど）

勝負服の登録服色は、青地にオレンジ色の丸、袖と帽子が青とオレンジ色の縦縞。